# Rhynchostegium tenuifolium
Rhynchostegium tenuifolium är en bladmossart som beskrevs av Heinrich Wilhelm Reichardt 1870. Rhynchostegium tenuifolium ingår i släktet näbbmossor, och familjen Brachytheciaceae. Inga underarter finns listade i Catalogue of Life.